# Johnny Weltz
Johnny Weltz (Copenhaga, 20 de março de 1962). Foi um ciclista dinamarquês, profissional entre 1987 e 1995, cujos maiores sucessos desportivos conseguiu-os no Tour de France e na Volta a Espanha, provas nas que obteve sendas vitórias de etapa na edição de 1988.
Depois da sua retirada como ciclista profissional seguiu vinculado ao ciclismo como diretor desportivo de equipas como o Motorola, o US Postal e o CSC.

## Palmarés
| - 1987 - Grand Prix de Plumelec - Grande Prêmio a Marsellesa - 1988 - 1 etapa no Tour de France - 1 etapa na Volta a Espanha - 1989 - Campeonato da Dinamarca em Estrada - 1 etapa da Volta ao País Basco | - 1991 - 1 etapa na Volta às Astúrias - 1992 - Clássica de Almeria - 1993 - Troféu Comunidade Foral de Navarra |